# Сперматозоид
Сперматозоиди су мушке полне ћелије. Образују се код кичмењака у процесу сперматогенезе у мушким полним жлездама — семеницима (тестисима). 

### Етимологија
Реч сперматозо́ид долази од старогрчког σπέρμα [сперма] (множина σπέρματος [сперматос]) — "семе", ζωή [зои] — "живот" и εἶδος [еидос]— "вид" или "врста", што би у преводу значило "врста живог семена". Ову реч не треба појмовно мешати са хомонимном речју сперматозоид или антерозоид која означава мушке полне ћелије алги, гљива и бесцветних биљака које настају у антеридијуму (одакле синоним антерозоид). Етимологија овог појма сперматозоид изводи се од оног што је налик на сперматозоон (старији назив за мушку полну ћелију скован према значењу "семена животиња" или "живо семе"); старогрчки спермато- + грчки зоион "животиња" са суфиксом -ид који означава нешто што је налик.

### Грађа сперматозоида
У грађи сперматозоида се огледа јасна усаглашеност између облика и функције. Сперматозоид плива у правцу јајне ћелије, па му је и облик томе прилагођен. 
Састоји се из:
- главе — граде је једро и акрозом;
- врата — у коме су смештене две центриоле (једна ће образовати деобно вретено прве деобе после оплођења, а други представља базално телашце бича сперматозоида);
- средишњег дела — у коме су смештене митохондрије (садрже АТР који је извор енергије за кретање сперматозоида);
- бича (репа) којим се сперматозоид креће.

У полним одводима жене сперматозоиди преживљавају 48 сати, највише 3 дана.

## Број и врста хромозома
Сперматозоид садржи хаплоидан број хромозома који код човека износи 23. У зависности од тога који полни хромозом имају, X или Y, сперматозоиди могу бити:
- Х сперматозоиди или
- Y сперматозоиди.

Код човека сперматозоиди су ти који одређују пол детета. Јајне ћелије увек имају Х хромозом па у зависности од тога којим сперматозоидом се оплоде, образоваће се:
- ХХ комбинација хромозома, која даје женски пол или
- XY комбинација хромозома за мушки пол.